# 含羞草决明
含羞草决明（学名：Chamaecrista mimosoides）又名假含羞草，俗稱山扁豆、茶豆、黃爪香，为豆科山扁豆属下的一个植物物种。

## 形態
小叶一对生長，呈线状镰形，顶端有個小凸尖，底部近圆形。

## 分佈
主要分布在非洲、印度、中國大陸南方、馬來西亞、澳大利亞等地，在台灣已經歸化，分布於全島。